# Halocharis turcomanica
Halocharis turcomanica är en amarantväxtart som beskrevs av Modest Mikhaĭlovich Iljin. Halocharis turcomanica ingår i släktet Halocharis och familjen amarantväxter. Inga underarter finns listade i Catalogue of Life.